# Mayo-Dankali
Mayo-Dankali est un village de la commune de Galim-Tignère situé dans la région de l'Adamaoua et le département du Faro-et-Déo, à proximité de la frontière avec le Nigeria.

## Population
En 1971, Mayo-Dankali comptait 215 habitants, principalement Foulbe.
Lors du recensement de 2005, le village était habité par 1 674 personnes, 800 de sexe masculin et 874 de sexe féminin.

## Principales cultures
Le village est situé sur un cours d'eau ce qui permet de diversifier les cultures. En effet, les villageois cultivent, entre les bananes douces, les patates, les haricots et le manioc.

## Élevage de bétail et commerce
Mayo Dankali dispose d'un marché à bétail non officiel. Sa situation géographique favorise le commerce des bêtes avec le Nigeria.